# Audi R18
Az Audi R18 az Audi hosszútávú autóversenyekre készített, LMP kategóriába homologizált típuscsaládja. Az alaptípus Audi R18 TDI a 2011-es szezonban jelent meg 3,7 literes V6-os turbódízel motorral. A 2012-es szezonra két új, fejlesztett modellt készítettek R18 e-tron quattro és R18 ultra néven. Az R18 e-tron quattro a Williams Hybrid lendkerekes fékenergia-visszanyerő rendszerével készült összkerékhajtású hibridváltozat, az R18 ultra pedig ennek a típusnak a dízelmotoros változata. Az R18 az első hibrid versenyautó, ami összetett győzelmet aratott a Le Mans-i 24 órás autóversenyen.

## Fejlesztés

### Előzmények
Az Audi már az 1990-es évek vége óta részt vesz a hosszútávú versenyeken a prototípusok kategóriájában. A korai sikereket arató benzinmotoros R8 típust a 2006-os szezonban váltotta fel az R10 TDI, amely az egyik első sikeres dízelmotoros hosszútávú versenyautó volt. Az ezt váltó, kisebb motorral szerelt R15 TDI-t a 2011-es szabályváltozások miatt kellett új típussal leváltani. Az új szabályok értelmében a motor hengerűrtartalma csökkent, ezért a korábbi V12-es és V10-es dízelmotorokat nem tudták használni, a kisebb, legfeljebb 3,7 literes hengerűrtartalomhoz a V6-os tűnt jó választásnak. A légellenállás csökkentésére a zárt karosszéria mutatkozott a legjobb útnak, ezért - megszakítva a korábbi sikeres nyitott Audi-prototípusok sorozatát - kupékarosszériát terveztek az új típusnak. Az előző ilyen az 1999-es R8C volt, ami sikertelennek bizonyult.

### A tervektől a kész típusig
Az új típus tervezése 2009-ben kezdődött. A fejlesztés során nagy hangsúlyt kapott a gazdaságosság: a fő cél a minél jobb üzemanyag-felhasználás volt. A számítógépes szimuláció során is ezt vették leginkább figyelembe: a lehető legáramvonalasabb karosszériát próbálták megtervezni. A végeredmény az lett, hogy a Le Mans-ban korábban 11 év alatt 9 összetett győzelmet szerző nyitott típusok (R8, R10, R15) helyett a zárt karosszéria lenne előnyösebb. A győzelmi sorozat csak kétszer tört meg: 2003-ban a Bentley Speed 8 nyert (nagyrészt az Audi R8 technikájára építve), 2009-ben pedig a Peugeot 908 HDi FAP (ez volt a fő ellenfél a tervezés során). Mindkét típus zárt karosszériával versenyzett, ezzel bizonyítva a konstrukció létjogosultságát.
A zárt karosszéria a motorra vonatkozó szabályok megváltozása miatt is szükséges volt: míg korábban legfeljebb 5,5 literes, kétfokozatú feltöltővel szerelt dízelmotorokat lehetett használni, 2011-től legfeljebb 3,7 literes, egyfokozatú feltöltővel épített dízeleket lehetett szerelni az autóba. A FIA által előírt szívóoldali szűkítők a csúcsteljesítményt 520 lóerő környékén korlátozták, így áramvonalasabb és könnyebb karosszéria kellett a korábbi menetteljesítmények megtartásához.
A tömeg és a légellenállás csökkentése mellett a gyár próbált máshol is energiát spórolni: az R18-on az LMP-versenyautók között elsőként vezették be a tisztán LED-alapú világítást. A diódák kevesebb elektromos energiát fogyasztottak, így takarékosabbak voltak a korábbi lámpáknál.
A motor fékpadi próbái 2010-ben zajlottak, majd a kész prototípus 2010 novemberében futotta első próbaköreit. Az R18 TDI a nagyközönségnek 2010. december 10-én, Ingolstadtban mutatkozott be és 2011 májusában futotta első versenyét.

### Új típusok 2012-re
A szabályváltozások során előírt kisebb hengerűrtartalmú motor a korábbinál könnyebb és kisebb méretű lehetett. A felszabaduló hely és hasznos tömeg miatt az Audi mérnökei az R18 fejlesztésénél új irányba indultak: megpróbáltak valamilyen fékenergia-visszanyerő rendszert építeni az autóba.
A tervezés 2010 februárjában indult. A mérnökök a Williams Hybrid lendkerekes energiatárolóval kiegészített elektromos segédhajtását találták a leginkább megfelelőnek, elsősorban az energiatárolóval elérhető nagy energiasűrűség miatt. Sokat segített az is, hogy a rendszerrel a Formula–1-ben a WilliamsF1 csapat versenytapasztalatot szerzett és ekkoriban mutatkozott be a hosszútávú versenyeken az ugyanilyen rendszert használó Porsche 911 GT3R Hybrid is.
A kész KERS-t először 2010-ben, egy utcai Audi R8-ba építve tesztelték, majd az átalakított R18-ba építve 2011 októberében próbálták ki először a versenypályán. A 2012-es WEC-szezon első versenyére még a korábbi R18 TDI-ket utaztatták, ám a második, spa-francorchamps-i fordulóra már az új, e-tron quattro névvel illetett típusok érkeztek.
A KERS beépítéséhez szükséges fejlesztéseket a dízelmotoros modell is megkapta, így az e-tron quattroval egyidejűleg mutatkozott be a KERS nélküli, de műszakilag vele teljesen megegyező R18 ultra modell. Így a 2012-es szezonban az Audi gyári csapatai (Audi Sport Team Joest és Audi Sport Team North America) ezzel a két típussal állnak rajthoz.

## Versenyeredmények

### 2011
| Dátum                | Verseny                          | #1 Audi Sport Team Joest                     | #2 Audi Sport Team Joest                             | #3 Audi Sport Team North America      |
| -------------------- | -------------------------------- | -------------------------------------------- | ---------------------------------------------------- | ------------------------------------- |
| 2011. március 19.    | Sebringi 12 órás autóverseny     | nem indult                                   | nem indult                                           | nem indult                            |
| 2011. május 7.       | Spái 1000 km-es autóverseny      | 4. hely Bernhard / Dumas / Rockenfeller      | 5. hely Fässler / Lotterer / Treluyer                | 3. hely Capello / Kristensen / McNish |
| 2011. június 11-12.  | Le Mans-i 24 órás autóverseny    | kiesett Bernhard / Dumas / Rockenfeller      | 1. hely Fässler / Lotterer / Treluyer                | kiesett Capello / Kristensen / McNish |
| 2011. július 3.      | Imolai 6 órás autóverseny        | 3. hely Bernhard / Fassler                   | 4. hely Kristensen / McNish                          | nem indult                            |
| 2011. szeptember 11. | Silverstone-i 6 órás autóverseny | 2. hely Fässler / Bernhard                   | 7. hely McNish / Kristensen                          | nem indult                            |
| 2011. október 1.     | Petit Le Mans                    | kiesett (baleset) Bernhard / Dumas / Fässler | kiesett (műszaki hiba) Capello / Kristensen / McNish | nem indult                            |
| 2011. november 13.   | Zhuhai 6 órás autóverseny        | 3. hely Bernhard / Fässler                   | kiesett Kristensen / McNish                          | nem indult                            |

|    | Csapat                | Autó               | Pontszám |
| -- | --------------------- | ------------------ | -------- |
| 1. | Peugeot Sport Total   | Peugeot 908        | 113      |
| 2. | Audi Sport Team Joest | Audi R18 TDI       | 85       |
| 3. | Rebellion Racing      | Lola B10/60-Toyota | 50       |

### 2012
| Dátum                   | Verseny                          | #1 Audi Sport Team Joest Fässler / Lotterer / Treluyer R18 e-tron quattro | #2 Audi Sport Team Joest Kristensen / McNish R18 e-tron quattro | #3 Audi Sport Team Joest Bernhard / Dumas / Duval R18 ultra | #4 Audi Sport Team North America Bonanomi / Jarvis / Rockenfeller R18 ultra |
| ----------------------- | -------------------------------- | ------------------------------------------------------------------------- | --------------------------------------------------------------- | ----------------------------------------------------------- | --------------------------------------------------------------------------- |
| 2012. március 17.       | Sebringi 12 órás autóverseny     | 11. hely                                                                  | 1. hely                                                         | 2. hely                                                     | nem indult                                                                  |
| 2012. május 5.          | Spái 6 órás autóverseny          | 2. hely                                                                   | 4. hely                                                         | 1. hely                                                     | 3. hely                                                                     |
| 2012. június 16-17.     | Le Mans-i 24 órás autóverseny    | 1. hely                                                                   | 2. hely                                                         | 5. hely                                                     | 3. hely                                                                     |
| 2012. augusztus 26.     | Silverstone-i 6 órás autóverseny | 1. hely                                                                   | 3. hely                                                         | nem indult                                                  | nem indult                                                                  |
| 2012. szeptember 15.    | São Paulo-i 6 órás autóverseny   | 2. hely                                                                   | 3. hely                                                         | nem indult                                                  | nem indult                                                                  |
| 2012. szeptember 28-29. | Bahreini 6 órás autóverseny      | 1. hely                                                                   | 2. hely                                                         | nem indult                                                  | nem indult                                                                  |
| 2012. október 14.       | Fuji 6 órás autóverseny          | 2. hely                                                                   | 3. hely                                                         | nem indult                                                  | nem indult                                                                  |
| 2012. október 28.       | Sanghaji 6 órás autóverseny      | 3. hely                                                                   | 2. hely                                                         | nem indult                                                  | nem indult                                                                  |

|    | Gyártó | Pontszám |
| -- | ------ | -------- |
| 1. | Audi   | 173      |
| 2. | Toyota | 96       |

## Műszaki leírás

### Karosszéria, futómű, fékek
Az R18 zárt karosszériája szénszálas monocoque vázra épül. A vázszerkezet - az LMP-autóknál megszokottól eltérően - egy darabból áll. A korábbi zárt típusok váza két részre volt osztva, amelyek az autó hossztengelyében kapcsolódtak egymáshoz. Ez az új megoldás viszont merevebbé teszi a vázat, ami eközben könnyebb lehet. A váz hátsó részébe teherviselő elemként szerelték be az egy egységbe épített motort és váltót. Az új karosszéria néhány helyen hasonlóságot mutatott a korábbi R15-tel: a lapos orr-rész az eredeti R15 TDI-re emlékeztetett, az oldaldobozok pedig hasonlóan alacsonyak voltak, mint amiket az R15-ön használtak, bár az új erőforrás miatt tovább csökkent a magasságuk. A karosszériát a Dallara építette.
Az autó elöl-hátul független felfüggesztéssel rendelkezik, valamennyi kereket kettős keresztlengőkar vezeti meg. A rugóstagok a karosszéria belsejében kaptak helyet (ún. fedélzeti rugóstagok), a torziós rugókat elöl nyomó-, hátsul vonórudak működtetik. A kerekek mérete elöl-hátul egyforma a hátsókerékhajtású (R18 TDI és R18 ultra), illetve az összkerékhajtású (R18 e-tron quattro) változatokon is. A felnik 18"-os átmérőjű központi csavaros OZ versenykerekek, amiken Michelin gumikat használnak, elöl 360/710-18, hátul 370/710-18 méretben.
Mind a négy kereket tárcsafék lassítja szénszálas anyagú tárcsákkal, könnyűfém monoblock nyergekkel. A fogasleces kormányművet elektromechanikus szervóberendezés segíti. Az első és hátsó tengely közti fékerőelosztás a vezetőfülkéből, fokozatmentesen állítható.

### Hajtáslánc
A 2011-es szabályváltoztatások értelmében az LMP1 kategóriájú prototípusok legfeljebb 3,7 literes feltöltött dízelmotorokkal indulhattak, az üzemanyagtartály űrtartalma pedig nem lehetett nagyobb 65 literesnél. Így a kisebb hengerűrtartalom mellett a fogyasztás csökkentésére is oda kellett figyelni.
Az új erőforrás V6-os elrendezésű, 120°-os hengerszöggel, egyetlen turbófeltöltővel. Az egyetlen feltöltős rendszer előnye a kisebb tömeg és a kompaktabb erőforrás. Egy nagy turbó a szabályzórendszereivel együtt könnyebb, mint két kisebb, illetve egy feltöltőhöz egy kipufogórendszer is elegendő, ami szintén könnyebb, mint a V motoroknál alkalmazott kettős kipufogó. A megoldás hátránya viszont az, hogy az egyetlen, nagy méretű feltöltő forgórészének tehetetlensége nagyobb, mintha két, kisebb turbó dolgozna. Ezen a mérnökök úgy segítettek, hogy a korábban párban használt Garrett TR30R feltöltőt változó geometriájúra alakították át. Ez javítja a motor rugalmasságát.
A motor V-motorokon megszokotthoz képest fordított elrendezésű: a hengersorok kipfogóoldalai befelé, a szívóoldalak kifelé néznek. Ennek az az oka, hogy így a kipufogócsöveket könnyű volt összerendezni, hogy egyetlen feltöltőt hajtsanak. A leömlők és a turbó helyigénye miatt a két hengersor által beszárt szög a szokottnál nagyobb, 120 fokos.
A motor hengerenként négyszelepes, a szelepeket hengersoronként két, felülfekvő vezérműtengely mozgatja (DOHC elrendezés). A töltőlevegő egy intercooleren keresztül érkezik a motorba, a kipufogógázt pedig egyetlen részecskeszűrő szűri. A hátsó tengely előtt, hosszában elhelyezett motor a levegőt a pilótafülke fölötti légbeömlőből kapja, a kipufogógáz pedig a hátsó szárny alatti háromszögletű kipufogóvégen távozik.
2012-re újra megváltoztak a szabályok: a megengedett legnagyobb töltőnyomás 3,0 barról 2,8 barra csökkent, a korábbi 47,4 mm-es átmérőjű szívóoldali szűkítő helyett pedig csak 45,8 mm-es átmérőjűt engedélyeztek. Ezen változtatások célja a motorok teljesítményének nagyjából 7%-os csökkentése volt. A 2012-es szezonra ezért ennek megfelelően dolgozták át az R18 dízelmotorját.
A motorhoz az XTrac új fejlesztésű sebességváltója kapcsolódik. A 2011-es szabályok értelmében ez már hatfokozatú lehetett a korábbi ötfokozatúval szemben. Az új váltó szekvenciálisan kapcsolható, a kapcsolást elektronikus egység végzi. Ezzel meg lehetett spórolni a váltót korábban működtető pneumatikus rendszer tömegét. A 2012-es szezonra a tömegcsökkentés jegyében a váltót újratervezték és szénszálas műanyag házat kapott. Ezt az új váltót az R18 e-tron quattro és az R18 ultra változatokon egyaránt használták. A váltó egy mechanikus önzáró differenciálműhöz csatlakozik, ami a hátsó tengelyt hajtja.

#### R18 e-tron quattro
Az R18 e-tron quattro hajtáslánca részben megegyezik az R18 ultra hajtásláncával: a dízelmotor, a hozzá kapcsolódó sebességváltó és a hátsó differenciálmű azonos. Az első tengely hajtása viszont új: két elektromos forgógép van féltengelyekkel kapcsolva a két első kerékhez. Ezek fékezéskor generátorként működnek, az első kerekeket lassítják, az általuk megtermelt elektromos energia pedig egy harmadik forgógépet hajt, ami ekkor villanymotorként viselkedve felpörget egy különleges lendkereket. A lendkerék teljes egészében műanyagból készült és zárt, légritkított térben pörög, akár percenkénti 45.000-es fordulatszámmal. A lendkereket házzal és a hozzá tartozó forgógéppel együtt a vezető mellett, a kabinban helyezték el.
Gyorsításkor az elektromos forgógépek feladata megváltozik: a lendkerékben tárolt energia megforgatja a lendkerékhez tartozó forgógépet, ami ekkor generátorként viselkedik és elektromos áramot termel. Ez az áram forgatja az első tengelynél elhelyezett forgógépeket, amelyek ekkor villanymotorként forgatják a kerekeket. Az energiát tehát a lendkerék tárolja, amely a hagyományos, kémiai elven működő akkumulátorokhoz képest nagyobb teljesítménnyel képes energiát felvenni és leadni. A hajtás alkatrészeinek hőmérsékletét saját hűtőrendszer szabályozza.
A fékezést és gyorsítást számítógép felügyeli, a rendszer teljesen automatikus. Mivel a fékenergia-visszanyerő rendszer az első tengelyre van beszerelve, ezért a szabályok értelmében csak 120 km/h fölött hajthatja a kerekeket. Ezzel a szabállyal az a cél, hogy az ilyen módon összkerékhajtású autók ne tudjanak jelentős előnyt szerezni a nagyobb mechanikai tapadásból. A lassú kanyarokból ugyanis hátsókerékhajtású társaikhoz hasonlóan kétkerékhajtással kell kigyorsítaniuk, csak nagyobb tempó esetén aktiválódik a másik tengely hajtása. A lendkerék a szabályok értelmében legfeljebb 500 kJ energiát tárolhat.

### Aerodinamika
Az új szabályok révén új aerodinamikai elemek jelentek meg az autókon. Ezek közül a leglátványosabb a pilótafülke mögé, a motorburkolatra szerelt függőleges uszony, ami segít stabilizálni az autót megpördüléskor, megakadályozva annak felborulását. Az uszony az igen alacsony építésű, egyszintes hátsó szárnyhoz kapcsolódik. A szárnyat az autó alatti elemek segítik a leszorítóerő növelésében: elöl splitter, valamint elöl és hátul diffúzorok szorítják az autót az úthoz. Az első diffúzor oldalra, a hátsó hátrafelé engedi ki a levegőt. A korábbi típusok oldaldobozból kiemelkedő légbeömlői eltűntek, a helyüket a motorburkolat tetején található légbeömlő vette át.

## Fordítás
Ez a szócikk részben vagy egészben  az   Audi_R18 című angol Wikipédia-szócikk ezen változatának fordításán alapul.  Az eredeti cikk szerkesztőit annak laptörténete sorolja fel. Ez a jelzés csupán a megfogalmazás eredetét és a szerzői jogokat jelzi, nem szolgál a cikkben szereplő információk forrásmegjelöléseként.